# Lengshuijingxiang (ort i Kina, Hunan Sheng, lat 25,94, long 112,11)
Lengshuijingxiang (kinesiska: 冷水井乡) är en ort i Kina. Den ligger i provinsen Hunan, i den södra delen av landet, omkring 260 kilometer söder om provinshuvudstaden Changsha. Antalet invånare är 7 295. Befolkningen består av 3 468 kvinnor och 3 827 män. Barn under 15 år utgör 22,0 %, vuxna 15-64 år 66 %, och äldre över 65 år 10,0 %.
Runt Lengshuijingxiang är det tätbefolkat, med 383 invånare per kvadratkilometer. Närmaste större samhälle är Lixizhen, 6,3 km sydväst om Lengshuijingxiang. I omgivningarna runt Lengshuijingxiang växer huvudsakligen savannskog.
Genomsnittlig årsnederbörd är 1 888 millimeter. Den regnigaste månaden är augusti, med i genomsnitt 273 mm nederbörd, och den torraste är oktober, med 37 mm nederbörd.